# El Alto (Argentina)
El Alto è un comune di seconda categoria dell'Argentina, capoluogo del dipartimento omonimo, nella provincia di Catamarca, situato nella parte orientale della provincia.